# Campeonato Roraimense de Futebol de 2018
O Campeonato Roraimense de Futebol de 2018 foi a 63.ª edição do futebol do estado de Roraima. O Campeonato começou dia 1º de março, e contou com 8 clubes. O campeão ganha vaga na Copa do Brasil de 2019, Copa Verde de Futebol de 2019 e os dois primeiros colocados disputarão a Série D de 2019.
Oito clubes participaram do torneio: os quatros times tradicionais da capital Boa Vista, o Baré, São Raimundo (campeão estadual no ano anterior), Náutico , o Rio Negro e o Atlético Roraima; o Real da cidade de São Luiz do Anauá; o  GAS de Caracaraí (sediará os jogos em Caracaraí) e o Progresso de Mucajaí.
Nessa edição do campeonato, contará com a volta do Progresso, que ficou fora da competição desde 2010.
Os jogos serão sediados na capital Boa Vista, no Estádio Ribeirão e na Vila Olímpica Roberto Marinho.

## Transmissão
Algumas das principais partidas do torneio serão transmitidas pelas emissoras de rádio do estado de Roraima.

## Formato e Regulamento
O Campeonato Roraimense de Futebol de 2018 será disputado em três fases:
- a) 1ª Fase – Taça Boa Vista
- b) 2ª Fase – Taça Roraima
- c) 3ª Fase – Final

O sistema de disputa será com chaveamento. Em sorteio, a chave A ficou composta por Grêmio Atlético Sampaio (GAS), Atlético Roraima, Baré e Associação Esportiva Real. A chave B tem São Raimundo-RR, Rio Negro, Náutico-RR e Progresso de Mucajaí. No primeiro turno, todos se enfrentam nos respectivos grupos e no returno ocorre o cruzamento de chaves.
Tanto no primeiro como no segundo turno o melhor colocado de cada grupo disputam a final. Caso um mesmo clube vença turno e returno, este será declarado campeão roraimense de 2018 automaticamente. Mas se houver times diferentes campeões, será disputado um confronto decisivo válido pelo título do Estadual.

### Critério de desempate
Os critério de desempate foram aplicados na seguinte ordem:
1. Maior número de vitórias;
2. Maior saldo de gols;
3. Confronto direto;
4. Menor número de gols sofridos;
5. Maior número de gols pró (marcados);
6. Sorteio.